# Åsa Roxberg
Åsa Kristina Roxberg, tidigare Sturesson, ursprungligen Nilsson, född 1 mars 1953 i Hästveda församling i Kristianstads län, är en svensk sjuksköterska och professor i vårdvetenskap.

## Biografi
Åsa Roxberg är dotter till rektor Emil Nilsson och sjuksköterskan Britta, ogift Roxberg, och antog moderns namn i unga år.
Efter sjuksköterskeexamen har hon genomgått vårdlärarutbildning, tagit magisterexamen i omvårdnad och avlagt doktorsexamen i vårdvetenskap vid Åbo Akademi. Roxberg har arbetat vid flera olika lärosäten. 2008 blev hon förste amanuens vid VID høgskole i Bergen, Norge. 2019 blev hon professor vid samma högskola och även vid Högskolan Väst.
Hennes forskning har fokuserat på lidandets betydelse och lindring av lidande i olika sammanhang, exempelvis under och i efterdyningarna av en naturkatastrof. Hon har lett ett projekt som studerade fenomenet ur olika perspektiv och ett nätverk med fokus på bostadsarkitektur, folkhälsa, intensivvårdsrum och ontologiska aspekter av hälsa relaterade till rum och plats. Roxbergs vetenskapliga publicering har (2025) enligt Scopus över 300 citeringar och ett h-index på 11.
Åsa Roxberg var 1973–2013 gift med prästen Åke Sturesson och paret fick tre barn tillsammans, bland dessa märks författaren Ester Roxberg. På 1990-talet bytte familjen namn från Sturesson till Roxberg. Hon har därefter gift om sig med Tore Elofsson.
Roxberg utkom 2025 med boken I ingen-mans-land: att leva i skuggan av en hemlighet där hon berättar om hur det är att vara gift med en person som bär på en stor hemlighet som till slut får möta dagens ljus.